# Nötallergi
Nötallergi är en födoämnesöverkänslighet mot ämnen i ett eller flera slags nötter. Det är en av världens vanligaste matallergier. I Sverige är allergi mot bland annat hasselnötter och stenfrukter/kärnfrukter mycket vanligt på grund av korsallergi med björkpollen. Många personer är allergiska mot flera slags nötter samtidigt och många av allergikerna är barn. 
Till nötter räknas bland annat cashewnötter, hasselnötter, kastanjenötter, macadamianötter, paranötter, pekannötter, pistaschnötter och valnötter. Jordnötter är inte nötter i botanisk mening och nötallergi är därför skild från jordnötsallergi. Även mandlar, pinjenötter och muskotnötter går under andra allergier.

## Symptom vid nötallergi
- Eksem
- Andningssvårigheter
- Nässelfeber/-utslag
- Rinnande ögon/näsa
- Klåda i svalg/mun (Orala allergisyndromet)
- Magont och kräkningar
- Livshotande anafylaktisk chock eller astmaattack

Symptomen vid nötallergi kan vara mycket dramatiska. Många livsmedelsprodukter, även nötfria, har en varningstext: "Kan innehålla spår av nötter", om de har tillverkats i samma lokaler som andra produkter som i sin tur innehåller nötter.